# زیدیان-کازمالیار
زیدیان-کازمالیار (به لاتین: Zidyan-Kazmalyar) یک منطقهٔ مسکونی در روسیه است که در داغستان واقع شده‌است.